# Pirupiru
O piru-piru (Haematopus palliatus) é uma ave charadriiforme da família Haematopodidae com distribuição no litoral das Américas. No litoral atlântico, é encontrado desde a Nova Inglaterra até Honduras, desde a Costa Rica até a Venezuela, e desde o Brasil até a Argentina; no litoral pacífico, nidifica na Califórnia, no México, na América Central, no Peru e no Chile. Alimenta-se de animais como cracas e gastrópodes, usando seu bico como um alicate. Tal ave chega a medir até 46 cm de comprimento, com a cabeça e pescoço negros, dorso pardo-escuro, partes inferiores brancas, íris amarela, bico e pálpebras vermelhos e longas pernas rosadas.

## Nomes populares
O nome piru-piru foi selecionado como nome vernáculo técnico para a espécie Haematopus palliatus pelo Comitê Brasileiro de Registros Ornitológicos (CBRO) em 2021. Também é conhecida pelos nomes de baiacu, baiagu, batuíra-do-mar-grosso, bejagüi, bejaqui, cancã-da-praia, ostraceiro-pirupiru, ostreiro [carece de fontes?] ou pirupiru-americano.

## Subespécies
São reconhecidas duas subespécies:
- Haematopus palliatus palliatus (Temminck, 1820) - ocorre na região costeira e em ilhas desde os Estados Unidos da América até o sul da América do Sul.
- Haematopus palliatus galapagensis (Ridgway, 1886) - ocorre no Arquipélago de Galápagos, no Equador. Esta subespécie é mais escura e apresenta maior extensão da porção preta na região torácica do que a subespécie nominal.